# 蒙韦尔尼耶
蒙韦尔尼耶（法語：Montvernier，法語發音：[mɔ̃vɛʁnje]）是法国萨瓦省的一个市镇，属于圣让德莫里耶讷区。

## 地理
蒙韦尔尼耶（45°19'17"N, 6°20'36"E）面积6.68 平方千米，位于法国奥弗涅-罗讷-阿尔卑斯大区萨瓦省，该省份为法国东部省份，历史上为薩伏依的一部分，北起上萨瓦省，西接伊泽尔省和安省，南部和东部与上阿尔卑斯省和意大利接壤。
与蒙韦尔尼耶接壤的市镇（或旧市镇、城区）包括：圣阿夫尔、圣玛丽德屈讷、圣弗朗索瓦-隆尚。

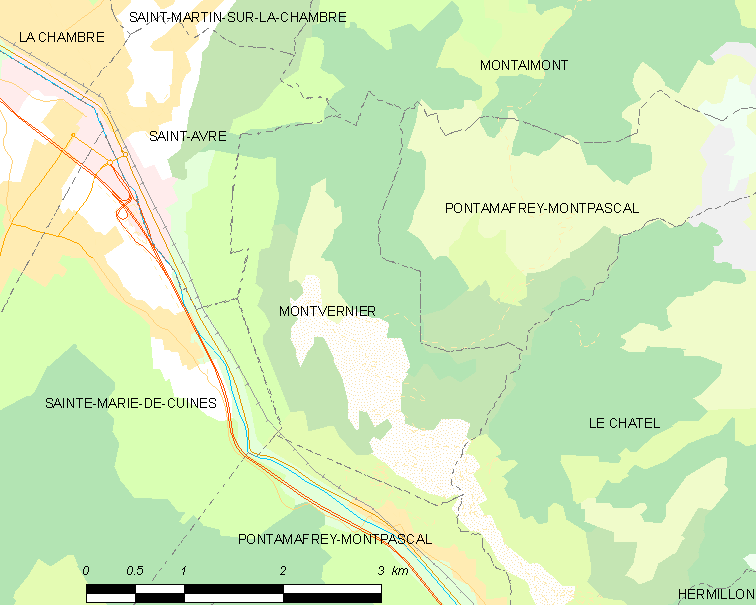
蒙韦尔尼耶的OSM定位图

蒙韦尔尼耶的时区为UTC+01:00、UTC+02:00（夏令时）。

## 行政
蒙韦尔尼耶的邮政编码为73300，INSEE市镇编码为73177。

## 政治
蒙韦尔尼耶所属的省级选区为圣让德莫里耶讷县。

## 人口

1962-2008年间蒙韦尔尼耶人口变化图示

蒙韦尔尼耶于2022年1月1日时的人口数量为237人。